# Cómo gané la guerra
Cómo gané la guerra (en inglés How I won the War) es una película de 1967 del director estadounidense Richard Lester protagonizada por Michael Crawford, John Lennon y Roy Kinnear.

## Argumento
La historia está ambientada en la Segunda Guerra Mundial. Cuenta la historia del Teniente Earnest Goodbody (Michel Crawford), un inútil militar que dirige una tropa de inútiles soldados. Goodbody y sus hombres reciben la orden de construir un campo de Críquet a cien kilómetros de las líneas enemigas. Este acepta sin pensar que podría poner en riesgo la vida de sus compañeros.